# TCR Asia Series 2015
La stagione 2015 delle TCR Asia Series è la prima edizione del campionato cadetto delle TCR International Series. È iniziata il 5 settembre a Sepang ed è terminata il 22 novembre a Macao.

## Scuderie e piloti
| Scuderia            | Vettura             | #  | Pilota                  | Gare |
| ------------------- | ------------------- | -- | ----------------------- | ---- |
| FRD HK Racing       | Ford Focus ST       | 13 | Kenneth Ma              | 1-2  |
| FRD HK Racing       | Ford Focus ST       | 27 | Robb Holland            | 3    |
| FRD HK Racing       | Ford Focus ST       | 63 | Andy Yan                | 1    |
| Asia Racing Team    | SEAT León Cup Racer | 14 | Philippe Descombes      | 1    |
| Asia Racing Team    | SEAT León Cup Racer | 15 | Rodolfo Ávila           | 1    |
| Asia Racing Team    | SEAT León Cup Racer | 30 | Liu Lic Ka              | 1    |
| Asia Racing Team    | SEAT León Cup Racer | 31 | Tin Sritrai             | 3    |
| Asia Racing Team    | SEAT León Cup Racer | 63 | Sam Lok                 | 4    |
| Asia Racing Team    | SEAT León Cup Racer | 69 | Kevin Pu                | 3    |
| Asia Racing Team    | SEAT León Cup Racer | 87 | Rodolfo Ávila           | 4    |
| Roadstar Racing     | SEAT León Cup Racer | 27 | Robb Holland            | 4    |
| Roadstar Racing     | SEAT León Cup Racer | 56 | Samson Chan             | 1-4  |
| Roadstar Racing     | SEAT León Cup Racer | 66 | Filipe de Souza         | 1-3  |
| Roadstar Racing     | SEAT León Cup Racer | 78 | Masahiko Ida            | 1    |
| Roadstar Racing     | SEAT León Cup Racer | 78 | George Chou             | 2    |
| Roadstar Racing     | SEAT León Cup Racer | 97 | Johnson Huang           | 3-4  |
| Prince Racing       | Honda Civic TCR     | 38 | Kenneth Lau             | 1-4  |
| Prince Racing       | Honda Civic TCR     | 68 | Michael Choi            | 1-4  |
| Campos Racing       | Opel Astra OPC      | 44 | Mak Hing Tak            | 2    |
| Niza Racing         | SEAT León Cup Racer | 65 | Douglas Khoo            | 3-4  |
| Craft-Bamboo Racing | SEAT León Cup Racer | 80 | Munkong Sathienthirakul | 3    |
| Craft-Bamboo Racing | SEAT León Cup Racer | 99 | Eric Kwong              | 1    |
| Craft-Bamboo Racing | SEAT León Cup Racer | 99 | Frank Yu                | 2, 4 |

## Calendario
| Gara | Gara | Circuito                           | Data         | Supporto                                |
| ---- | ---- | ---------------------------------- | ------------ | --------------------------------------- |
| 1    | G1   | Circuito di Sepang                 | 5 settembre  | GT Asia Series                          |
| 1    | G2   | Circuito di Sepang                 | 6 settembre  | GT Asia Series                          |
| 1    | G3   | Circuito di Sepang                 | 6 settembre  | GT Asia Series                          |
| 2    | G4   | Singapore Street Circuit           | 19 settembre | Formula 1 TCR International Series      |
| 2    | G5   | Singapore Street Circuit           | 20 settembre | Formula 1 TCR International Series      |
| 3    | G6   | Circuito Internazionale di Buriram | 25 ottobre   | GT Asia Series TCR International Series |
| 3    | G7   | Circuito Internazionale di Buriram | 25 ottobre   | GT Asia Series TCR International Series |
| 4    | G8   | Circuito da Guia                   | 22 novembre  | TCR Asia Series GT International Series |
| 4    | G9   | Circuito da Guia                   | 22 novembre  | TCR Asia Series GT International Series |

## Risultati e classifiche

### Gare
| Gara | Circuito  | Pole position           | Giro veloce             | Pilota vincitore        | Scuderia vincitrice |
| ---- | --------- | ----------------------- | ----------------------- | ----------------------- | ------------------- |
| 1    | Sepang    | Philippe Descombes      | Rodolfo Ávila           | Rodolfo Ávila           | Asia Racing Team    |
| 2    | Sepang    | Rodolfo Ávila           | Philippe Descombes      | Philippe Descombes      | Asia Racing Team    |
| 3    | Sepang    |                         | Philippe Descombes      | Philippe Descombes      | Asia Racing Team    |
| 4    | Singapore | George Chou             | Frank Yu                | Michael Choi            | Prince Racing       |
| 5    | Singapore |                         | George Chou             | Michael Choi            | Prince Racing       |
| 6    | Buriram   | Munkong Sathienthirakul | Munkong Sathienthirakul | Munkong Sathienthirakul | Craft-Bamboo Racing |
| 7    | Buriram   |                         | Munkong Sathienthirakul | Tin Sritrai             | Asia Racing Team    |
| 8    | Guia      | Rodolfo Ávila           | Rodolfo Ávila           | Rodolfo Ávila           | Asia Racing Team    |
| 9    | Guia      |                         | Robb Holland            | Rodolfo Ávila           | Asia Racing Team    |

### Classifiche

#### Classifica piloti
| Pos. | Pilota                  | MAL | MAL | MAL | SIN | SIN | THA | THA | MCU | MCU | Punti |
| ---- | ----------------------- | --- | --- | --- | --- | --- | --- | --- | --- | --- | ----- |
| 1    | Michael Choi            | 3   | 2   | Rit | 1   | 1   | 8   | 5   | 3   | Rit | 122   |
| 2    | Rodolfo Ávila           | 1   | NP  | NP  |     |     |     |     | 1   | 1   | 89    |
| 3    | Philippe Descombes      | 2   | 1   | 1   |     |     |     |     |     |     | 77    |
| 4    | Samson Chan             | 6   | 6   | SQ  | 3   | 6   | 7   | 8   | 4   | Rit | 61    |
| 5    | Filipe de Souza         | 8   | 4   | Rit | Rit | 4   | 4   | 4   |     |     | 55    |
| 6    | Munkong Sathienthirakul |     |     |     |     |     | 1   | 2   |     |     | 48    |
| 7    | Tin Sritrai             |     |     |     |     |     | 2   | 1   |     |     | 47    |
| 8    | Kenneth Lau             | 4   | SQ  | NP  | NC  | 5   | 5   | 6   | Rit | NP  | 46    |
| 9    | Eric Kwong              | 5   | 3   | 2   |     |     |     |     |     |     | 43    |
| 10   | Frank Yu                |     |     |     | 2   | 3   |     |     | Rit | NP  | 41    |
| 11   | Robb Holland            |     |     |     |     |     | Rit | SQ  | 2   | 2   | 39    |
| 12   | George Chou             |     |     |     | 4   | 2   |     |     |     |     | 35    |
| 13   | Kevin Pu                |     |     |     |     |     | 3   | 3   |     |     | 32    |
| 14   | Masahiko Ida            | 7   | 5   | 3   |     |     |     |     |     |     | 31    |
| 15   | Liu Lic Ka              | NP  | 7   | 4   |     |     |     |     |     |     | 18    |
| 16   | Johnson Huang           |     |     |     |     |     | 6   | 7   | NQ  | NQ  | 14    |
| 17   | Douglas Khoo            |     |     |     |     |     | 9   | 9   | NQ  | NQ  | 4     |
| 18   | Andy Yan                | Rit | Rit | Rit |     |     |     |     |     |     | 3     |
| 19   | Kenny Lee               | Rit | NP  | NP  |     |     |     |     |     |     | 3     |
| -    | Kenneth Ma              | NP  | NP  | NP  | NP  | Rit |     |     |     |     | 0     |
| -    | Mak Hing Tak            |     |     |     | NP  | NP  |     |     |     |     | 0     |
| -    | Sam Lok                 |     |     |     |     |     |     |     | NQ  | NQ  | 0     |
| Pos. | Pilota                  | MAL | MAL | MAL | SIN | SIN | THA | THA | MCU | MCU | Punti |

| Legenda | 1º posto        | 2º posto            | 3º posto            | A punti      | Senza punti        | Grassetto=Pole position Corsivo=Giro più veloce |
| Legenda | Gara non valida | Non qual./Non part. | Ritirato/Non class. | Squalificato | "-" Dato non disp. | Grassetto=Pole position Corsivo=Giro più veloce |

#### Classifica scuderie
| Pos. | Scuderia             | MAL | MAL | MAL | SIN | SIN | THA | THA | MCU | MCU | Punti |
| ---- | -------------------- | --- | --- | --- | --- | --- | --- | --- | --- | --- | ----- |
| 1    | Asia Racing Team     | 1   | 1   | 1   |     |     | 2   | 1   | 1   | 1   | 265   |
| 1    | Asia Racing Team     | 2   | 7   | 4   |     |     | 3   | 3   | NQ  | NQ  | 265   |
| 2    | Roadstar Racing      | 6   | 4   | 3   | 3   | 2   | 4   | 4   | 2   | 2   | 198   |
| 2    | Roadstar Racing      | 7   | 5   | Rit | 4   | 4   | 6   | 7   | 4   | Rit | 198   |
| 3    | Prince Racing        | 3   | 2   | Rit | 1   | 1   | 5   | 5   | 3   | Rit | 170   |
| 3    | Prince Racing        | 4   | SQ  | NP  | NC  | 5   | 8   | 6   | Rit | NP  | 170   |
| 4    | Craft-Bamboo Racing  | 5   | 3   | 2   | 2   | 3   | 1   | 2   | Rit | NP  | 132   |
| 5    | Niza Racing          |     |     |     |     |     | 9   | 9   | NQ  | NQ  | 8     |
| 6    | FRD HK Racing        | Rit | Rit | Rit | NP  | Rit | Rit | SQ  |     |     | 3     |
| 6    | FRD HK Racing        | NP  | NP  | NP  |     |     |     |     |     |     | 3     |
| 8    | Wing Hin Motorsports | Rit | NP  | NP  |     |     |     |     |     |     | 3     |
| -    | Campos Racing        |     |     |     | NP  | NP  |     |     |     |     | 0     |
| Pos. | Scuderia             | MAL | MAL | MAL | SIN | SIN | THA | THA | MCU | MCU | Punti |

| Legenda | 1º posto        | 2º posto            | 3º posto            | A punti      | Senza punti        | Grassetto=Pole position Corsivo=Giro più veloce |
| Legenda | Gara non valida | Non qual./Non part. | Ritirato/Non class. | Squalificato | "-" Dato non disp. | Grassetto=Pole position Corsivo=Giro più veloce |